# 갈리 (압하지야)

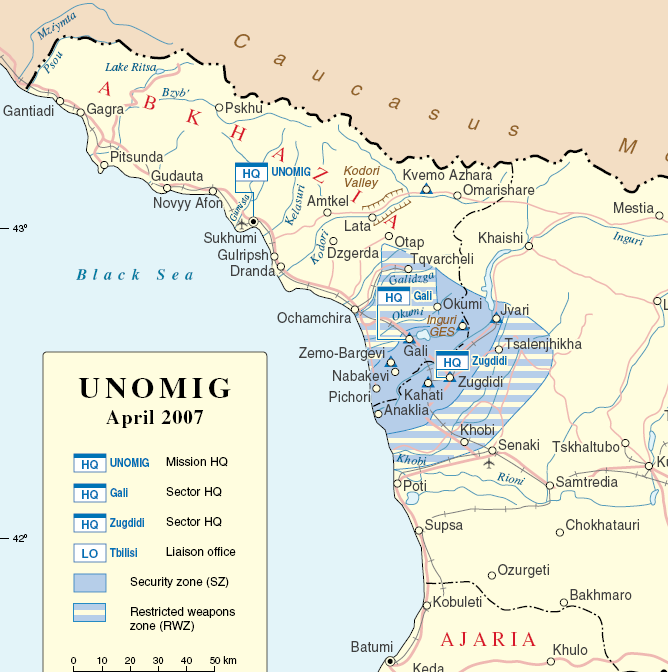
유엔이 지정한 안전 지대에 표시된 갈리

갈리(조지아어: გალი, 압하스어: Гал 갈)는 조지아 압하지야에 위치한 도시로, 수후미에서 남동쪽으로 77km 정도 떨어진 곳에 위치한다.